# Elisabetta Caminer
Elisabetta Caminer Turra (Venezia, 29 luglio 1751 – Orgiano, 7 giugno 1796) è stata una scrittrice e editrice italiana.
Fondò, diresse e stampò il Giornale Enciclopedico, periodico distribuito in tutta Europa.

## Biografia
Elisabetta era figlia d'arte poiché il padre Domenico Caminer era un uomo di grande cultura che dedicò la sua vita alla diffusione del sapere trasformando la sua abitazione nella redazione di vari giornali di successo come la “Nuova Gazzetta Veneta” che proseguirà negli anni sotto i nomi di “Diario Veneto” e “L'Europa Letteraria”. Prima di lei altri si erano cimentati nell'impresa: ricordiamo Gasparo Gozzi, fratello del famoso drammaturgo Carlo, nonché marito di Luisa Bergalli, l'apprezzata autrice di una raccolta di componimenti di rimatrici italiane.
In questo periodo, Venezia, capitale della Repubblica Serenissima, stava uscendo da un sonnacchioso periodo di stallo ed il Settecento vide risorgere le attività letterarie e di altre attività culturali che assicurassero una maggiore informazione.

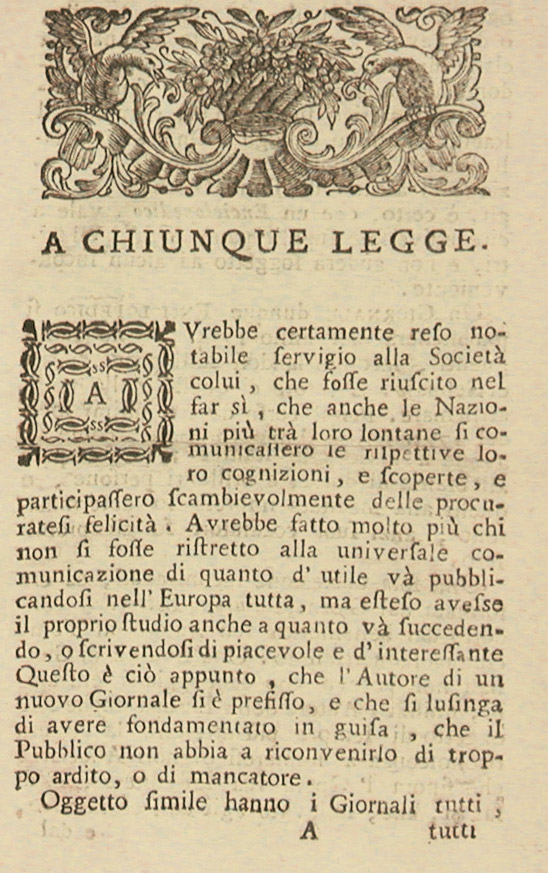
Il Giornale Enciclopedico, edito da Elisabetta Caminer Turra, Venezia (pagina interna).

Elisabetta nacque il 29 luglio 1751. Attorniata da libri, da carte, da inchiostro legherà per sempre la sua vita a questo mestiere. Anche il fratello Antonio seguirà le orme paterne, e anche la cognata, quella Gioseffa Cornoldi Caminer che fonderà il primo periodico al femminile, “La donna galante ed erudita. Giornale dedicato al bel sesso”.
In collaborazione con giornalisti d'oltralpe, la redazione Caminer offriva al lettore stralci di notizie storiche, novità letterarie e scientifiche, aneddoti, tutti tradotti dalla vivace penna di Elisabetta. Il suo spirito sagace, il carattere indomito, la bellezza fuori dal comune, le fecero guadagnare ben presto una lunga fila di ammiratori, tra cui il medico e naturalista vicentino Antonio Turra, scienziato di fama europea e direttore dell'Orto del vescovo di Vicenza Marco Corner. Segretario della pubblica società agraria di Vicenza, socio dell'Accademia fisico-botanica di Firenze, aggregato dell'Accademia delle scienze di Berlino, si fidanzò con Elisabetta sul finire del 1771 e nel giugno del 1772 la sposò, portandola a vivere a Vicenza.
I Turra erano una distinta famiglia vicentina, con proprietà in Via Canove. Antonio era considerato uno tra i migliori naturalisti che l'Italia vantasse in quel tempo, il primo che si accingesse a scrivere un trattato sulla flora nazionale.
La figura di quest'uomo appare quasi in ombra rispetto alla vulcanica attività della moglie, ma la libertà che le concede e la complicità con la quale asseconda i suoi bisogni fanno supporre un'unione felice caratterizzata da svariati interessi comuni.

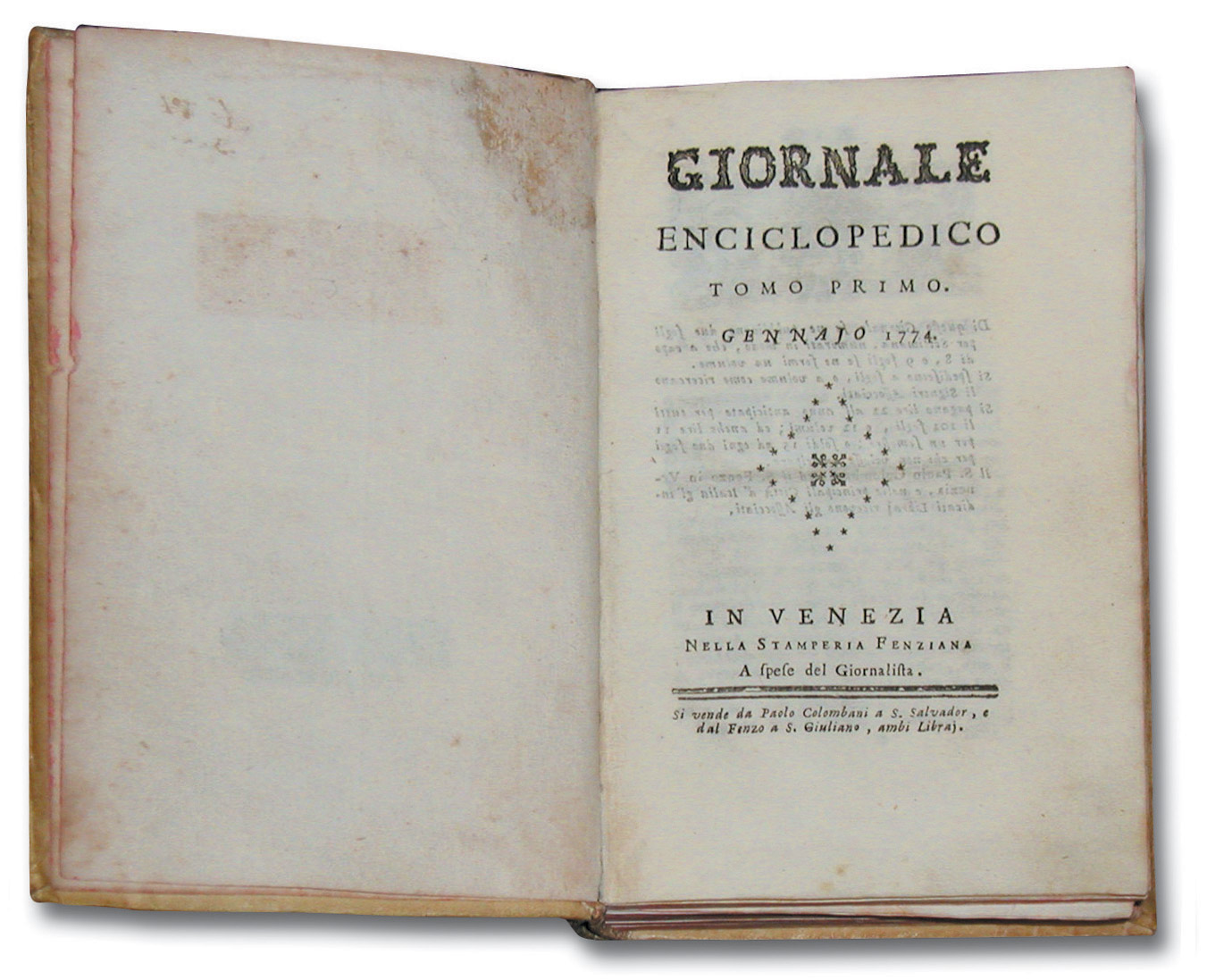
Giornale Enciclopedico edito da Elisabetta Caminer Turra (Venezia, 1751 - Orgiano, 1796), Venezia, frontespizio

Nel gennaio 1777 la sede del giornale si sposta a Vicenza, in una delle case prospicienti Contra' Canove Vecchie. Elisabetta, che assume il ruolo di direttrice, inizia un rapporto di collaborazione con la tipografia di Francesco Modena. L'amore e la devozione per il marito riescono in parte a lenire il profondo dolore che Elisabetta prova per essersi allontanata da Venezia, descritta come una libera, sciolta e buona città. Goethe, durante la sua permanenza a Vicenza , visitò il suo laboratorio e annotò le impressioni nel suo diario, descrivendola come una persona garbata e fine.
Vicenza, al contrario, si rivela una città oziosa, maligna e piena di pregiudizi, ma ben presto anche qui riesce a ricreare quell'ambiente intellettuale che le era familiare a Venezia, aprendo la sua casa a quanti godessero di fama di letterati e di studiosi, tra i quali Lorenzo Tornieri, Girolamo Thiene, il Testa, il Duso, Marco Antonio Trissino. La scelta non tardò a produrre gli effetti di un controllo sempre più severo da parte degli addetti alla revisione.
Tra i collaboratori ricordiamo i professori Toaldo e Lorgna per le scienze matematiche, Domenico Caminer per la storia, l'abate Fortis per le scienze naturali, Agostino Vivorio e Giovanni Scola per le scienze filosofiche. Scola affiancava la Caminer anche nella direzione del giornale, e con energia e coraggio la spronava ad abbandonare la linea di prudenza del padre e fare del suo giornale un periodico moderno e nuovo, come in Veneto non si era mai visto. A causa di una censura sempre più pressante, la tipografia Modena sciolse la collaborazione, e ben presto anche le altre tipografie (tra cui la Vendramini Mosca) fiaccate dai continui controlli, si videro costrette a non poter collaborare con la Caminer se volevano continuare a lavorare.

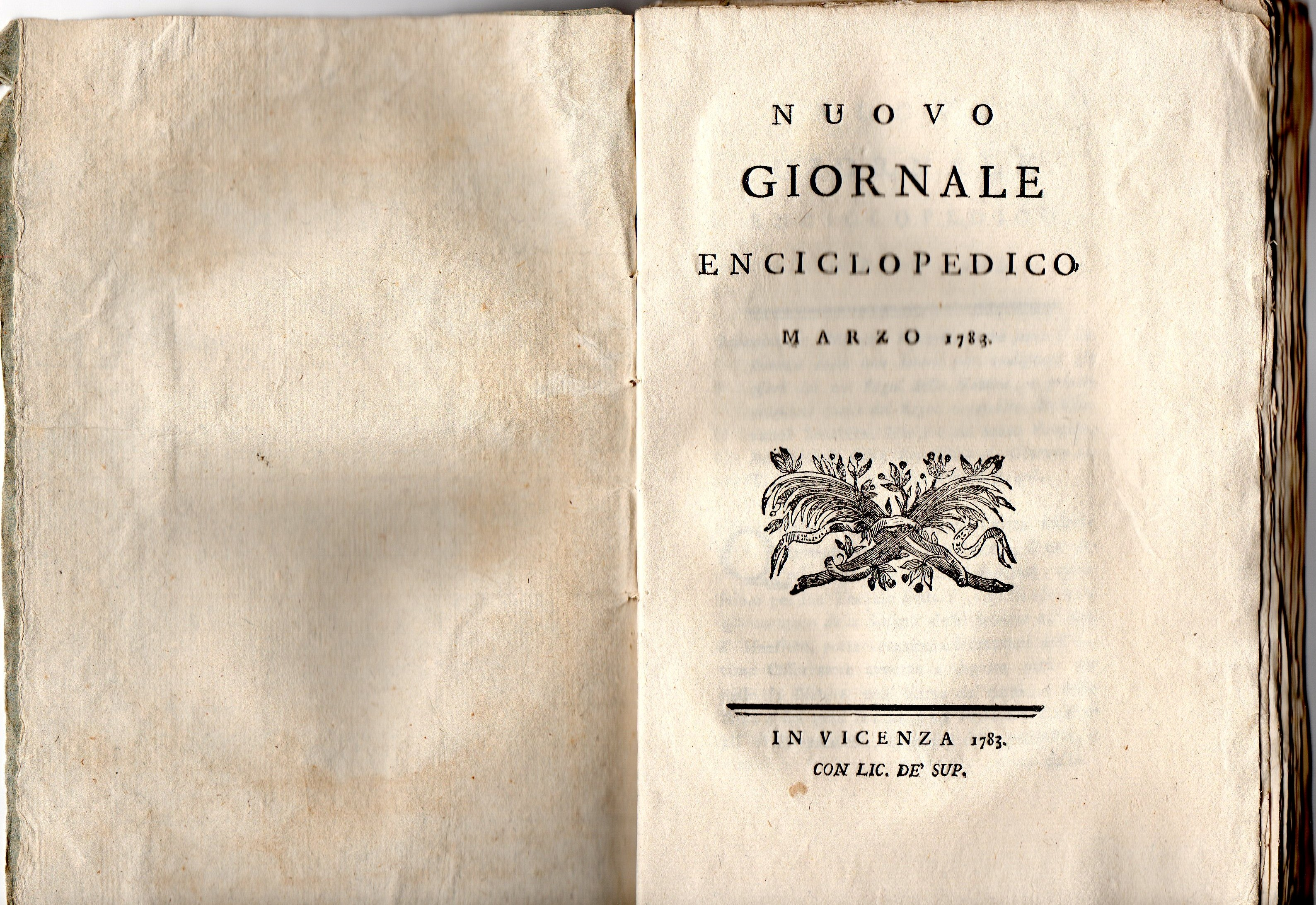
Nuovo Giornale Enciclopedico, fascicolo marzo 1783. Vicenza, frontespizio.

Forte della sua cocciutaggine, e dell'appoggio incondizionato del consorte, aprì nel 1779, una stamperia propria in Contra' Canove. Inutile dire che in caso di bisogno sbrigava con successo anche il mestiere di tipografa. Nel 1782 l'abate Alberto Fortis, autore del libro Viaggio in Dalmazia, già collaboratore del periodico, sostituirà lo Scola nella direzione e questo nuovo sodalizio verrà siglato con la sostituzione del vecchio nome con quello di Nuovo Giornale Enciclopedico. Il carattere pacato del Fortis porterà a dei sostanziali cambiamenti nello stile del giornale. Se prima la tendenza era quella di anticipare gli eventi, di pungolare, di stimolare gli animi, il “Nuovo Giornale Enciclopedico” risulta essere un fedele raccoglitore di notizie, come se la censura avesse sortito gli effetti e la redazione si fosse decisa a seguire una linea di condotta più tranquilla. Un altro motivo lo si può ricercare nel fatto che la Caminer avesse sviluppato anche altri interessi, tra cui le opere pedagogiche per i bambini, per i fanciulli e le donne, ma soprattutto per il teatro. Con il solito entusiasmo istituì prima a casa sua poi in Contrà Riale, una scuola di recitazione. Nel 1795, Elisabetta iniziò a manifestare i sintomi di un tumore al seno. Consigliata da un chirurgo padovano si sottopose ad un intervento di rimozione del tumore, ma l'operazione non sortì l'effetto sperato. Il 7 giugno 1796, presso la Villa dell'amico Fracanzan ad Orgiano, Elisabetta muore, sfinita dall'azione del male ed oppressa dai debiti, dal momento che tutte le sue occupazioni non furono sufficienti ad assicurarle il benessere economico. Venne sepolta a Vicenza, nella Chiesa di Santo Stefano, dove nessuna lapide è stata posta a commemorare la sua figura.